# Gynoplistia nigripennis
Gynoplistia nigripennis är en tvåvingeart som beskrevs av Alexander 1926. Gynoplistia nigripennis ingår i släktet Gynoplistia och familjen småharkrankar. Inga underarter finns listade i Catalogue of Life.